# Лен Сассаман
Лен Сассаман (англ. Len Sassaman; нар. 9 квітня 1980, Поттстаун, Пенсільванія, США — 3 липня 2011, Левен, Фламандський Брабант, Бельгія) — американський технолог, прихильник приватності інформації, розробник коду анонімного ремейлера Mixmaster і оператор рандсід (англ. randseed) ремейлера. Більшу частину його кар'єри тяжів до криптографії та розробки протоколів.

## Раннє життя та освіта
Сассаман закінчив школу Хілл у 1998 році. У 18 років він вже був членом IETF, відповідальним за протокол TCP/IP, що лежить в основі Інтернету. Є припущення, що він міг бути анонімним творцем мережі Bitcoin. У підлітковому віці у нього діагностували депресію. У 1999 році Лен переїхав до затоки Сан-Франциско, швидко став завсідником спільноти шифрпанків і переїхав до Брема Коена.

## Кар'єра
Сассаман працював архітектором безпеки та старшим системним інженером в компанії «Anonymizer». Він був кандидатом в доктори філософії в Левенському католицькому університеті у Бельгії як дослідник групи комп'ютерної безпеки та промислової криптографії (COSIC), очолюваної Бартом Пренелем. Девід Чаум і Барт Пренель були його радниками.
Сассаман був відомим шифрпанком, криптографом і захисником конфіденційності. Він працював у «Network Associates» над програмним забезпеченням для шифрування PGP, був членом Shmoo Group, учасником робочої групи OpenPGP IETF, проекту GNU Privacy Guard і часто виступав на технологічних конференціях, таких як DEF CON. Сассаман був співзасновником CodeCon разом із Бремом Коеном, співзасновником майстерні HotPETS (разом з Роджером Дінгледіном з Tor і Томасом Гейдтом-Бенджаміном), співавтором протоколу підписання ключів Циммермана–Сассамана, а у віці 21 року був організатором протестів після арешту російського програміста Дмитра Склярова.

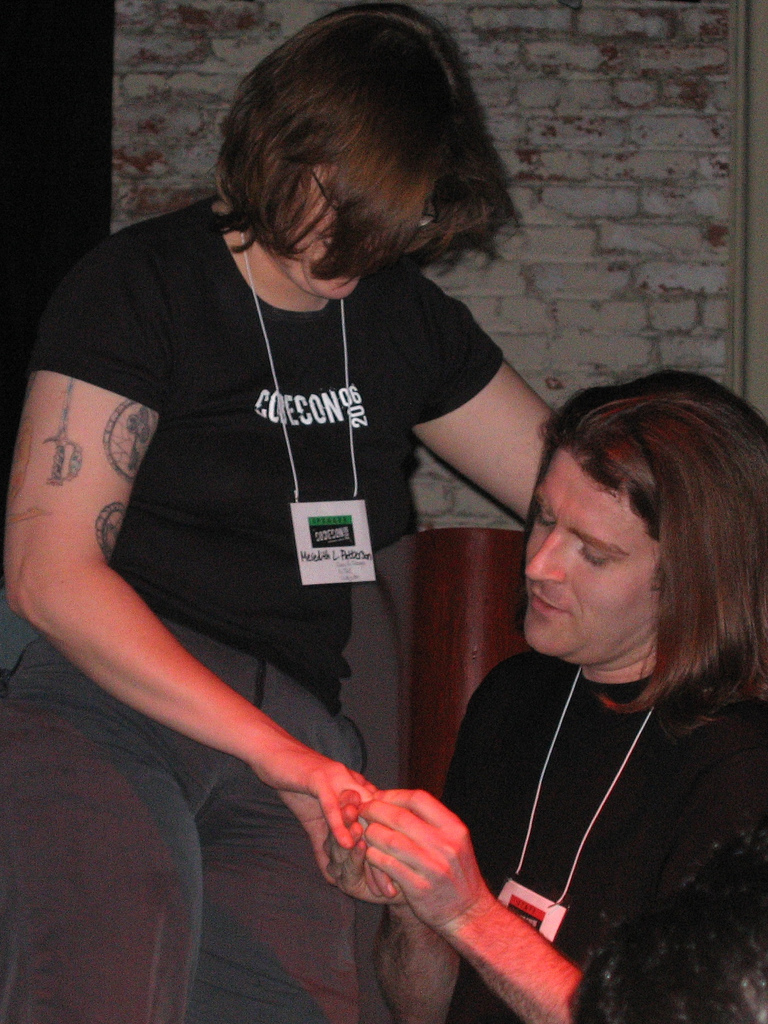
Лен надягає на палець Мередіт блакитну каблучку-

11 лютого 2006 року на п'ятому CodeCon Сассаман зробив пропозицію доповідачці і відомій комп'ютерній вченій Мередіт Л. Паттерсон під час сесії запитань і відповідей після її презентації, і вони одружилися. Подружжя спільно працювало над кількома дослідницькими роботами, включаючи критику недоліків конфіденційності в платформі безпеки OLPC «Bitfrost» і пропозицію формальних методів аналізу комп'ютерної незахищеності в лютому 2011 року.
Поточний стартап Мередіт Паттерсон, «Osogato», має на меті комерціалізувати її дослідження «запиту за прикладом» на основі методу опорних векторів. На SuperHappyDevHouse 21 у Сан-Франциско Сассаман і Паттерсон оголосили про перший продукт Osogato — інструмент для рекомендацій музики, який можна завантажити.
У 2009 році Ден Камінські представив спільну роботу з Сассаманом і Паттерсон у «Black Hat» у Лас-Вегасі, демонструючи кілька методів атаки на інфраструктуру центру сертифікації X.509. Використовуючи ці методи, команда продемонструвала, як зловмисник може отримати сертифікат, який клієнти вважатимуть дійсним для доменів, які зловмисник не контролює.
Bitcoin.com опублікував статтю, в якій було висловлене припущення що Сассаман — це Сатосі Накамото.

## Смерть

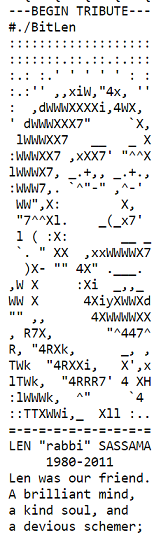
Меморіал Лену на блокчейні Bitcoin

Повідомляється, що Сассаман помер 3 липня 2011 року. Паттерсон повідомила, що смерть її чоловіка була самогубством. Його поховали 9 липня 2011 року на кладовищі Де Яхт у Геверле, що в Левені, Бельгія.
Про ASCII-арт-триб'ют Дена Камінського на честь Лена, який буде назавжди вбудований у біткойн-блокчейн, було вперше оголошено під час «The Wake for Len Sassaman», що відбувся в DNA Lounge у Сан-Франциско 30 липня 2011 року. Камінський оприлюднив це публічно під час Black Hat USA 2011 у Caesars Palace Venue у Лас-Вегасі.